# Париж крізь вікно
«Париж крізь вікно» (фр. Paris par la fenêtre) — картина білоруського і французького художника Марка Шагала, написана 1913 року. Нині картина зберігається у Венеції в колекції Пеггі Гуггенхайм. За напрямом робота є на півдорозі між сюрреалізмом та абстракціонізмом, але в ній відчувається сильний відгомін кубізму. Марк Шагал переїхав до Парижа з Росії в 1910 році, і його картини швидко набули нових рис новітніх авангардних стилів.

## Сюжет
На полотні зображено Париж, в якому переважає Ейфелева вежа — це фантастичне місто, в якому людські фігури і перекинутий поїзд пливуть у небі. Праворуч на передньому плані — дволикий чоловік, який символізує самого художника, який дивиться на схід до країни, з якої він походить, і на захід, на свою нову батьківщину. Парашутист може посилатися на недавні події, оскільки перший успішний стрибок відбувся в 1912 році. Біля дволикої людини біля вікна стоїть кіт із людськими рисами. Разом з тим, Шагал відмовився від буквальних інтерпретацій своїх картин, і, мабуть, найкраще вважати їх ліричними викликами.